# Cluis
Cluis település Franciaországban, Indre megyében. Lakosainak száma 979 fő (2022. január 1.). Cluis La Buxerette, Gournay, Maillet, Montchevrier, Mouhers, Orsennes és Saint-Denis-de-Jouhet községekkel határos.

## Népesség
A település népességének változása:
| Lakosok száma | 1516 | 1311 | 1196 | 1043 | 1006 | 1000 | 996  | 984  | 981  | 979  |
|               | 1968 | 1982 | 1990 | 2006 | 2013 | 2015 | 2017 | 2019 | 2020 | 2022 |

## Híres emberek
- Itt született Pierrette Marcelle Poirier (1909-1998) francia ellenálló, a Világ Igaza